# جان استوارت، کنت مایدا
جان استوارت، کنت مایدا (انگلیسی: John Stuart, Count of Maida؛ ۱۷۵۹ – ۱۸۱۵ (۵۵−۵۶ سال)) فرد نظامی اهل پادشاهی بریتانیای کبیر بود. وی همچنین برندهٔ جوایزی همچون نشان حمام شده‌است.